# Luciano Bonfiglioli
Luciano Bonfiglioli (Bologna, 12 gennaio 1922 – Torino, 25 febbraio 1995) è stato un cantante italiano.

## Biografia
Inizia l'attività di cantante durante la prigionia avvenuta durante la Seconda guerra mondiale in un campo di prigionia statunitense; a seguito di un'esibizione infatti mette in evidenza le sue doti vocali e partecipa ad una tournée negli Stati Uniti.
Tornato in Italia, inizia ad incidere per la Parlophon e per la Odeon (tra cui nel 1947 la canzone Lettere d'amore, dalla colonna sonora del film Gli amanti del sogno) e diventa cantante nell'orchestra del trombettista bolognese Lamberti, per poi passare all'Orchestra Righi, all'Orchestra Lotti ed all'Orchestra Mojetta; si trasferisce quindi a Torino con la moglie, la collega cantante Carmen Rizzi.
Continua l'attività nel decennio successivo, incidendo per varie etichette e partecipando a varie trasmissioni radiofoniche e televisive.
Negli anni '60 partecipa a Settevoci, il programma musicale condotto da Pippo Baudo; in seguito si ritira dall'attività di cantante e diventa impresario musicale e teatrale, fino alla scomparsa, avvenuta alle Molinette per leucemia.
È sepolto al Cimitero monumentale di Torino.

## Discografia parziale

### Singoli
- 1947: Sogno hawayano/Together (Parlophon, TT 9109)
- 1947: Suona balalaika/Imaginez (Parlophon, TT 9110)
- 1º marzo 1947: Fascino/E la neve cade (Odeon, TW 3374)
- 25 febbraio 1948: Mam'selle/Ci-Bàba Ci-Bàba (Odeon, TW 3416, solo lato B; lato A cantato da Nory Prati)
- 30 maggio 1949: Fascino/E la neve cade (Vis Radio, Vi-4009)
- 1952: Triste solitudine/Postino (Fonit, 13968)
- 1959: L'onore del cow-boy/Lella Rag Time (Sabrina, MS 152; solo lato A; lato B cantato dal Quartetto Hohner)
- 1960: Sempre tu/Mai più (Emanuela Records, EM NP 1004; lato A con il Duo Blengio)

## Varietà televisivi Rai
- Giovanna, la nonna del Corsaro Nero, rivista musicale di Vittorio Metz, regia di Alda Grimaldi, trasmessa novembre dicembre 1961